# Лесная легенда (фильм)
«Лесная легенда» — советский фильм 1968 года снятый на киностудии «Таллинфильм» режиссёром Лейдой Лайус по мотивам пьесы Аугуста Кицберга «Оборотень».

## Сюжет
XIX век, хозяин отдалённого хутора подбирает у позорного столба девочку, чью мать, обвинённую в колдовстве, до смерти засекли. Тийна растёт в его семье вместе с его сыном Маргусом и приёмной дочерью Мари. Неукротимая нравом, с буйным темпераментом и отсутствием предрассудков девочка резко отличается от окружающих, которые так и не признают её своей. Для них она — дочь казнённой с позором ведьмы. И именно присутствием среди них дочери «ведьмы» объясняют крестьяне все те бедствия, которые время от времени обрушиваются на них… Мари, влюблённая в Маргуса, видит, что ему нравится Тийна, и она из ревности обвиняет перед целой деревней свою сводную сестру в том, что она оборотень, волчица. Страстная и упрямая Тийна вступает в противоречия с жителями и своей приёмной семьей. Любовь Маргуса не может её защитить, и она сбегает в лес. Проходит пять лет, услышав вой волков Маргус хватает ружье и смертельно ранит одного из них…

## В ролях
- Эне Ряммельд — Тийна
- Малле Клаассен — Мари
- Эвальд Хермакюла — Маргус
- Арнольд Сиккел — хозяин Таммару
- Эви Рауэр-Сиккель — хозяйка Таммару
- Эльза Ратассепп — бабушка
- Волдемар Паавел — Яанус, слуга
- Леонхард Мерзин — Яссь
- Дорис Карева — юная Тийна
- Кюлли Сонг — юная Мари
- Рейн Вальтер — юный Маргус
- Сийна Юкскюла — мать Тийны
- Вальтер Соосырв — пастор
- Лайне Месикяпп — эпизод

Фильм дублирован на русский язык на Киностудии им. М. Горького, режиссёр дубляжа Е. Арабова.

## Прокат
Фильм вышел в прокат 18 июля 1969 года, его посмотрели 3 600 000 зрителей.

## Фестивали и призы
- IV Всесоюзный кинофестиваль — диплом и премия за операторскую работу оператору А. Моцкусу за фильмы («Красавица» и «Лесная легенда»).